# مسرحية ماري روز
ماري روز هي مسرحية من تأليف جيمس ماثيو باري الذي اشتهرببيتر بان تم إنتاجها لأول مرة في أبريل عام 1920م على مسرح هايماركت في لندن مع موسيقى عرضية من تأليف نورمان أونيل، تم إنتاج المسرحية في نيويورك في ذلك العام وفي وقت لاحق تلقت إحياء في نيويورك في عام 2007 وفي لندن في عام 2012.

## القصة
هذه هي القصة الخيالية لماري روز الفتاة التي اختفت مرتين، الأولى عندما كانت طفلة أخدها والدها إلى جزيرة اسكتلندية نائية وما أن بعدت عن أنظاره لفترة وجيزة اختفت ماري روز، يتم تفتيش الجزيرة بأكملها وبشكلٍ شامل ثم بعد واحد وعشرين يومًا عادت ماريروز للظهور في ظروف غامضة كما اختفت لكنها لم تظهر أي آثار على رحيلها لمدة ثلاثة أسابيع وليس لديها علم بأي فجوة أو ضياع وقت.
بعد سنوات عندما أصبحت زوجة وأم شابة أقنعت زوجها بأخذها إلى نفس الجزيرة لتختفي مرةً أخرى، لكن هذه المرة اختفت ماري روز لعقود وعندما تم العثور عليها وجدوا أنها لم تكبر يومًا واحداً وليس لديها وعياً بفارق الزمن، في غضون ذلك الاختفاء بلغ ابنها مرحلة البلوغ حيث أصبح الآن أكبر سناً من والدته.

## الإنتاج
فاي كومبتون التي كُتب لها دور ماري روز
باري الذي يكتب عادةً بيده اليمنى كتب ماري روز بيده اليسرى بسبب إصابته بتشنج الكاتب، افتتحت ماري روز لأول مرة في لندن في مسرح هايماركت الذي يمتد من 22 أبريل 1920م إلى 26 فبراير 1921م مع فاي كومبتون في دور ماري روز وهو الدور الذي كتبه لهاباري مع وجود العديد من الممثلين أنفسهم في 1926 .
افتتحت ماري روز في نيويورك في برودواي في مسرح الإمبراطورية من 22 ديسمبر 1920 إلى أبريل 1921، كان المخرج هو بنإيدن باين مع روث تشاترتون في دور ماري روز، تم إحياء برودواي في مسرح أنتا من 4 مارس 1951 إلى 16 مارس 1951. المسرحية من إخراج جون ستيكس ومن إنتاج هيلين هايز مع ماري روز التي لعبت دورها بيثيل ليزلي، تم إحياء المسرحية خارج برودواي بواسطة مسرح فينيارد في عام 2007. أُنتجت المسرحية في إحياء لندن عام 2012 تحديداً في استوديوهات ريفرسايد.

## الموسيقى
اكتسبت موسيقى نورمان أونيل الأصلية لإنتاج 1920 إشادة واسعة النطاق وفي نهاية الليلة الأولى استقبل باري الملحن بعبارة «حسنًا أونيل أعتقد أننا حققنا نجاحًا» وكتب له لاحقًا رسالة مفادها «لقد كان يومًا محظوظًا بالنسبة لي عندما وجد لديك هذا الإلهام». وصف بيري أيضًا تأثير الموسيقى في الاتجاهات المسرحية للنص المنشور ودمج الموسيقى بشكل فعال في المسرحية. كتب فاي كومبتون عن "تلك الموسيقى الجميلة والمؤلمة التي بدورها ألهمتنا أدين بالامتنان الهائل لتلك الموسيقى ولا أتمنى أن أسدده أبدًا"، قارن إرنست إيرفينغ أداء ماري روز بدون موسيقى أونيل بـ «رقصة بجنية ذات ساق خشبية.

## الاستقبال
في عام 1921 تم تضمين المسرحية في أفضل المسرحيات لعام 1920-1921.
وصف مراجع صحيفة نيويورك تايمز إحياء المسرحية عام 2007 بأنه «قصة أشباح مخطط لها بأناقة» وأشار إلى أن "إعادة صياغة المسرحية حقق نجاح من جوانب متعددة بأكثر نضج وحزن للموضوعات التي اكتشفها باري في قصة الصبي بيتر بان الذي رفض أن يكبر، يُنظر إلى الوقت على أنه سلب هادئ للسعادة والبراءة وإغراء عالم آخر لا تشوبه شائبة بوفاته له إغراء لا يقاوم، من إحياء لندن في عام 2012 كتب أحد المراجعين أن المسرحية تكشف عن انشغال غير مريح إلى حد ما ببراءة الطفولة التي توسع بعض موضوعات بيتر بان الطفل الذي لا يستطيع أن يكبر والتأمل في الموت والخسارة.

## الاستوحاء
رأى ألفريد هيتشكوك المسرحية عندما كان شابًا في إنتاجها الأصلي في وقت لاحق من حياته المهنية كمخرج سينمائي، أراد تصويره وطلب من جاي بيرسون ألن كتابة سيناريو بعد أن كتبت سيناريو فيلم هيتشكوك مارني (1964). مع ذلك كان هيتشكوك متعاقدًا مع يونيفرسال بيكشرز في ذلك الوقت واعتقد الاستوديو أن المشروع كان «مقلقًا للغاية» مع عدم وجود جاذبية تجارية كافية لذلك لن يوافق على إنتاجه.
تم بث مسرحية إذاعية مقتبسة عن ماري روز على راديو بي بي سي 3 في عام 2016 ، تم تكييفه وإخراجه من قبل أبيجيل لو فليمنج مع موسيقى من تأليف واداء العازفة التشيلو لورا مودي.
نشرت أدبتيف بوك رواية ماري روز لجيفري جيرارد في عام 2017 وهي رواية حديثة تستند إلى المسرحية الأصلية وخطط هيتشكوك، أعطت قائمة الكتب الرواية مراجعة من بطولة وهي واصفة التكيف بأنه قصة شبح يجب اقتراحها على مجموعة واسعة من القراء.
تم افتتاح مقتبس موسيقي لماري روز في شيكاغو مع كتاب وكلمات لإد رذرفورد وموسيقى وكلمات لجيف بوثييت في عام 2022، من إنتاج شركة بلاك بوتون آيز برودكشنز، حاليًا هو فيلم بعنوان «الجزيرة بين المد والجزر» بطولة بالوما كوياتكوفسكي ودونال لوغ وديفيد معزوز وكميلسوليفان وآدم بيتش يصور في الأمير روبرت بكندا.